# クムイウタ
『クムイウタ』は、1998年5月13日にリリースされたCoccoの2枚目のアルバム。

## 解説
前作に引き続き、Dr.StrangeLoveの根岸孝旨がプロデュースを担当している。アルバム名の「クムイウタ」は琉球の方言で「子守り唄」の意。アルバムの帯に書かれているキャッチコピーは「降り続く雨が終る時」。B'zの稲葉浩志がお気に入りのアルバムとして挙げている。
収録曲「Raining」は、アウトロがフェイドアウトしないバージョンが収録されているが、その後発売されるベストアルバムでは、全てこちらのバージョンで収録されている。

## 収録曲
| 全作詞・作曲: こっこ（except M-3 作曲：柴草玲）。 |                                |                                     |                                     |                    |      |
| #                                                 | タイトル                       | 作詞                                | 作曲・編曲                          | 編曲               | 時間 |
| 1.                                                | 「小さな雨の日のクワァームイ」 | こっこ（except M-3 作曲： 柴草玲 ） | こっこ（except M-3 作曲： 柴草玲 ） |                    | 1:04 |
| 2.                                                | 「濡れた揺籃」                 | こっこ（except M-3 作曲： 柴草玲 ） | こっこ（except M-3 作曲： 柴草玲 ） | 根岸孝旨           | 4:04 |
| 3.                                                | 「強く儚い者たち」             | こっこ（except M-3 作曲： 柴草玲 ） | こっこ（except M-3 作曲： 柴草玲 ） | 根岸孝旨           | 5:20 |
| 4.                                                | 「あなたへの月」               | こっこ（except M-3 作曲： 柴草玲 ） | こっこ（except M-3 作曲： 柴草玲 ） | 根岸孝旨           | 4:41 |
| 5.                                                | 「Rose Letter」                | こっこ（except M-3 作曲： 柴草玲 ） | こっこ（except M-3 作曲： 柴草玲 ） | 根岸孝旨           | 3:46 |
| 6.                                                | 「My Dear Pig」                | こっこ（except M-3 作曲： 柴草玲 ） | こっこ（except M-3 作曲： 柴草玲 ） | 根岸孝旨           | 2:41 |
| 7.                                                | 「うたかた。」                 | こっこ（except M-3 作曲： 柴草玲 ） | こっこ（except M-3 作曲： 柴草玲 ） | 根岸孝旨・村山達哉 | 3:44 |
| 8.                                                | 「裸体」                       | こっこ（except M-3 作曲： 柴草玲 ） | こっこ（except M-3 作曲： 柴草玲 ） | 根岸孝旨           | 3:05 |
| 9.                                                | 「夢路」                       | こっこ（except M-3 作曲： 柴草玲 ） | こっこ（except M-3 作曲： 柴草玲 ） | 根岸孝旨           | 5:19 |
| 10.                                               | 「SATIE」                      | こっこ（except M-3 作曲： 柴草玲 ） | こっこ（except M-3 作曲： 柴草玲 ） | 根岸孝旨           | 2:47 |
| 11.                                               | 「Raining」                    | こっこ（except M-3 作曲： 柴草玲 ） | こっこ（except M-3 作曲： 柴草玲 ） | 根岸孝旨           | 5:30 |
| 12.                                               | 「ウナイ」                     | こっこ（except M-3 作曲： 柴草玲 ） | こっこ（except M-3 作曲： 柴草玲 ） | 根岸孝旨           | 3:07 |

## 演奏
- 向山テツ：Drums (#2.3.4.5.8.9.10.11)
- 根岸孝旨
  - Bass (#2.3.4.5.8.9.10.11)
  - Keyboards (#3.4)
  - Acoustic Guitar (#4.5.8.10.11.12)
  - Electric Guitar (#4.8.11.12)
  - Chorus (#8.11.12)
- 白井良明：Electric Guitar (#2.3)
- 堀越信泰：Electric Guitar (#2.9)
- 山本拓夫：Soprano Sax, Bass Clarinet & Horn Arrangement (#2)
- 柴田俊文
  - Keyboards (#3.4.5.8.9.11.12)
  - Acoustic Piano (#6)
- 古波津マリア
  - Keyboards (#3)
  - Chorus (#3.11)
  - Sound Effect (#5)
  - Chime (#10)
- 梅崎俊春：Programming (#3.4.5.11.12)
- 西田将也：Programming (#3)
- 柴草玲：Chorus (#3)
- 辻剛：Electric Guitar (#4.9)
- 木本靖男：Programming (#4.9)
- あっちゃん：たて笛 (#6)
- 出雲麻紀子：Original Arrangement (#6)
- 村山達哉
  - Strings Arrangement & Conduct (#7)
  - Viola (#9)
- 金原千恵子、今野均：Violin (#7)
- 植田彩子：Viola (#7)
- 堀沢真己：Cello (#7)
- 岸利至：Programming (#8)
- 大石真理恵
  - Tambourine (#9.11)
  - Marimba & Chime (#10)
  - Percussion (#12)
- 手代木克仁：Electric Guitar (#11)
- 富田素弘：Keyboards (#11)
- ココキャンリーノ：Chorus (#12)